# Konståret 2022

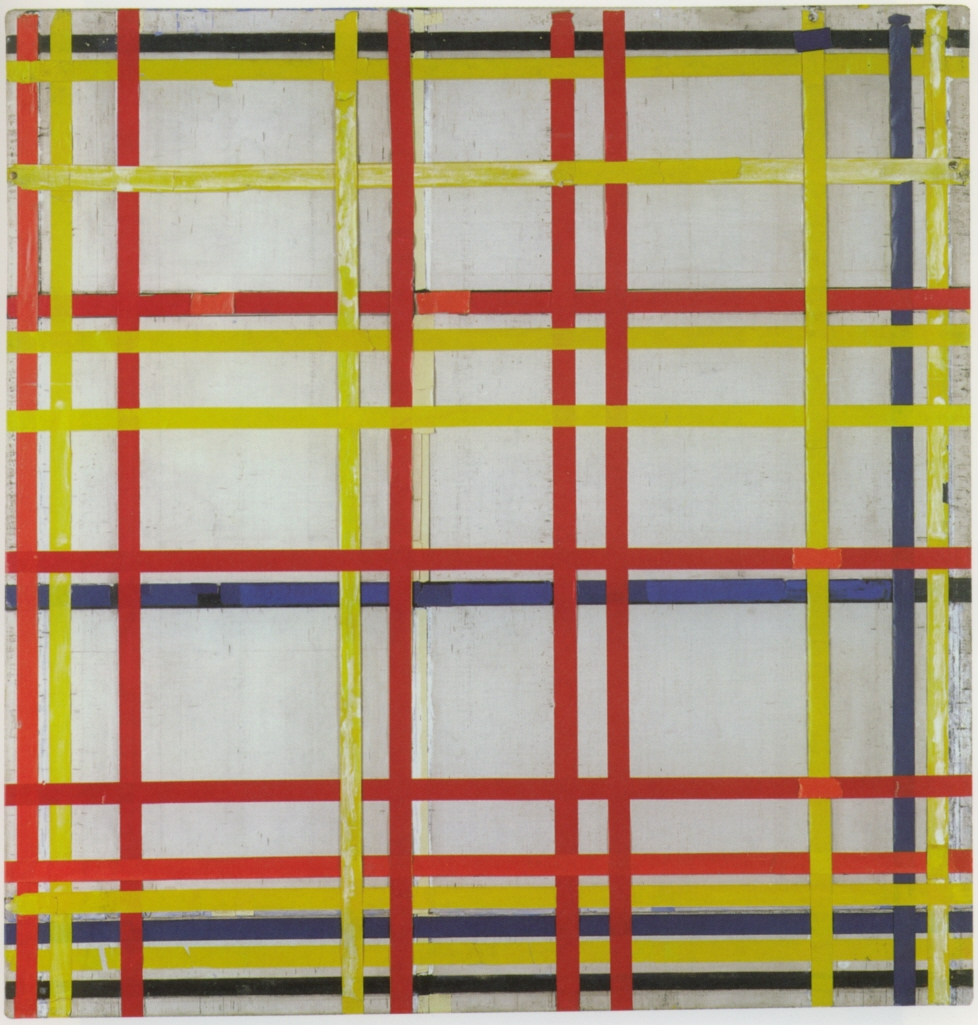
Piet Mondrians tavla New York City I felvänd. Målad 1941 och utställd på Kunstsammlung Nordrhein-Westfalen i Düsseldorf.

Konståret 2022 var året då begränsningarna på grund av covid-19-pandemin upphörde i de flesta delarna av världen, och utställningar och museer öppnade åter.

## Händelser
- documenta fifteen, den femtonde documenta-utställningen av samtida konst ägde rum i Kassel i Tyskland 18 juni – 25 september.
- Blue shot Marilyn, Andy Warhols silkscreentryckta bild av Marilyn Monroe med blå bakgrund såldes på Christie's för 195 miljoner amerikanska dollar till Larry Gagosian.
- På Louvren kladdade en besökare tårta på skyddsglaset Mona Lisa, som en klimatprotest.[2]
- Två aktivister från Extinction Rebellion limmade fast sig på Pablo Picassos målning Massaker i Korea på National Gallery of Victoria i Melbourne.[3]
- Aktivister från Just Stop Oil slängde tomatsoppa på Vincent van Goghs målning Solrosor på National Gallery i London och limmade fast sig på väggen bakom.[4]
- Det uppenbarar sig att Piet Mondrians målning New York City har hängt upp och ned alltsedan den först visades på museum 1945.[5]
- Pilane skulpturpark tilldelas Bohuspriset 2022 av Thordénstiftelsen.[6]

## Avlidna
- 14 januari – Christer Bording, 73, svensk skulptör och konsthantverkare.[7]

- 19 januari – Truls Melin, 63, svensk konstnär.[8][9]
- 12 februari – Carmen Herrera, 106, kubansk-amerikansk minimalistisk konstnär.[10]
- 19 februari – Dan Graham, 79, amerikansk konstnär.[11]
- 27 februari – Nick Zedd, 63, amerikansk filmskapare, författare och konstnär.[12]
- 13 april – Johanna Ekström, 51, svensk författare och fotografisk konstnär.[13]
- 17 maj – Göran Wärff, 88, svensk glaskonstnär och formgivare.[14]
- 8 juni – Paula Rego, 87, portugisisk-brittisk konstnär.[15]
- 26 juni – Margaret Keane, 94, amerikansk konstnär.[16]
- 17 juli – Juhani Linnovaara, 88, finländsk konstnär.[17]
- 12 augusti – Lise Drougge, 102, svensk kemist, författare, dramatiker och konstnär.[18]
- 8 september – Olof Lundström Orloff, 84, svensk skådespelare och glaskonstnär.[19]
- 30 september – Outi Heiskanen, 85, finländsk konstnär.[20]
- 6 oktober – John E. Franzén, 80, svensk konstnär.[21]
- 8 oktober – Billy Al Bengston, 88, amerikansk konstnär, bland annat skulptör.[22]
- 27 november – Marja Hallstensson, 65, svensk konstnär.[23]